# Amerikaanse hondsvis
De Amerikaanse hondsvis (Umbra pygmaea) is een exoot die in de wateren van de Benelux voorkomt.

## Algemeen
Van de Amerikaanse hondsvis worden de vrouwtjes ongeveer 16 cm lang en de mannetjes 9 cm. De hondsvis komt vooral voor in het zuiden van Nederland en België. Dit visje kwam al voor de Tweede Wereldoorlog voor, men vermoedt dat het is uitgezet als voer voor forellen en zalmen.

## Ecologische betekenis
De hondsvis eet vooral muggenlarven en soms visbroed. Hij kan erg goed tegen vervuiling (in tegenstelling tot de zonnebaars die ook gebruikt kan worden als insectenbestrijder) en wordt daardoor veel gevonden in verzuurde vennen. Hierbij dringt hij de inheemse soorten weg. Vooral in amfibieënpoelen kan veel schade aangericht worden, hoewel de aanwezigheid van de zonnebaars Lepomis gibbosus nog erger is.
Andere soorten zoals de ijsvogel kunnen van de hondsvis profiteren. De hondsvis kan overleven in water dat voor andere vissoorten te zuur is. Hierdoor krijgt de ijsvogel meer leefgebied.
De eieren worden door het vrouwtje bewaakt.

## Aquariumvis
Dit visje wordt wel in aquaria en vijvers gehouden. In aquaria dient men ervoor te zorgen dat het water (met name in de winter) niet te koud wordt.

## Naam in andere talen
- Engels: Mud-minnow
- Duits: Amerikanischer Hundsfisch
- Frans: Petit Poisson-Chien / Umbre Pygmée

Wetenschappelijke, niet geldige synoniemen voor deze vis zijn:

- Fundulus fuscus Ayres, 1843
- Leuciscus pygmaeus DeKay, 1842
- Melanura annulata Agassiz, 1853
- Umbra limi pygmaea (DeKay, 1842)

## Referentie
1. ↑  (en) Amerikaanse hondsvis op de IUCN Red List of Threatened Species.
2. ↑  Umbra pygmaea volgens ITIS. Gearchiveerd op 17 december 2021.

- Dederen, L.H.T., R.S.E.W. Leuven, S.E. Wendelaar Bonga & F.G.F. Oyen (1986). Biology of the acid tolerant fish species Umbra pygmaea (De Kay, 1842). J. Fish. Biol. 28 : 307 326.
- Wendelaar Bonga, S.E. & L.H.T. Dederen (1986). Effects of acidified water on fish. In: Water acidification in the Netherlands and Belgium: causes, effects, and policy: Proceedings 19 december 1985, K.U. Nijmegen. Red. R.S.E.W. Leuven, G.H.P. Arts en J.A.A.R. Schuurkes. Lab. Aquatic Ecology, K.U. Nijmegen 171 p. (in Dutch).
- Wendelaar Bonga, S.E. & L.H.T. Dederen (1986). Effects of acidified water on fish. Endeavour, New Series 10: 198 202.
- Wendelaar Bonga, S.E. & L.H.T. Dederen (1986). Fish in acidified water. Nature and technology 54: 560 569. (in Dutch).
- Dederen, L.H.T., S.E. Wendelaar Bonga en R.S.E.W. Leuven (1987). Ecological and physiological adaptations of the acid-tolerant mudminnow Umbra pygmaea (De Kay). Annals. Soc. R. Zool. Belg. 117 (suppl. 1) : 277-284.
- Wendelaar Bonga, S.E. & L.H.T. Dederen (1988). Effetti dell'acidificazione dell'acqua sui pesci. In: Scienza & Tecnica. Annuario della Est. Enciclopedia della scienza e della tecnica. Edit. Arnoldo Mondadori. 87/88 : 88-92.